# شهر الالای
شهر الالای (به اسپانیایی: Alalay Municipality) یک سکونتگاه مسکونی در بولیوی است که در Cochabamba Department واقع شده‌است.

## خصوصیات
شهر الالای ۴٬۹۳۱ نفر جمعیت دارد و ۴٬۰۰۰ متر بالاتر از سطح دریا واقع شده‌است.